# Cadice
Càdice (AFI: /ˈkadiʧe/; in spagnolo Cádiz, pron. [ˈkaðiθ]; in latino Gades; nell'italiano antico o poetico anche Gade) è una città della Spagna di 113 066 abitanti che si trova nella comunità autonoma dell'Andalusia ed è capoluogo dell'omonima provincia.

## Storia
Si tratta probabilmente della più antica città fondata nell'occidente dell'area mediterranea dai Fenici nell'XI secolo a.C., anche se oggi si fa risalire ufficialmente la sua nascita alla fine dell'VIII secolo a.C.
Fondata con il nome originale di Gadir (in fenicio 𐤂𐤃𐤓𐤀: Gdr, fortezza, con la stessa etimologia di Agadir in Marocco) su quello che in passato era un piccolo arcipelago e ora una sola isola, per sfruttare le ricche vie di traffico con l'Oceano Atlantico nel commercio del rame e dello stagno. Nell'antica Grecia era conosciuta come Gadeira e ai tempi dell'impero romano come Gades da cui deriva il gentilizio attuale di gaditano.
Ai tempi delle guerre puniche fu alleata di Cartagine ma dovette riconoscere la supremazia romana nel 205 a.C. riuscendo a continuare nella sua intensa attività commerciale, rafforzando le comunicazioni con il resto del paese. Divenne municipio romano nel 45 a.C. grazie a Giulio Cesare. E sempre nel periodo romano furono anche costruiti un anfiteatro, un acquedotto e diversi templi.
Nel periodo imperiale, Cadice era rinomata per le sue danze lascive.
Dopo la caduta dell'impero romano conobbe un periodo di successive invasioni da parte dei Vandali, dei bizantini, dei Visigoti ed infine degli Arabi sotto il cui dominio rimase fino al 1262, anno in cui venne conquistata dal re Alfonso X di Castiglia.
Da quel momento riprese un periodo di floridità anche in concomitanza con la scoperta dell'America da parte di Cristoforo Colombo (da qui partì in occasione della seconda e della quarta spedizione verso le Indie). Nel 1497 Amerigo Vespucci lascia Cadice per il suo primo viaggio nel Nuovo Mondo.
Il suo porto divenne il più importante nei traffici tra la Spagna e le colonie d'oltremare della Nuova Spagna.
Nel XVI secolo dovette subire vari attacchi, sia dai pirati da cui si difese anche grazie all'aiuto del genovese Andrea Doria, sia dall'inglese Francis Drake, sia infine da una coalizione britannica-olandese.
Proprio da Cadice la flotta franco-spagnola trovò rifugio dopo l'infruttuosa crociera atlantica dell'estate del 1805, volta a fare da esca agli inglesi affinché lasciassero sguarnita La Manica. Dopo l'indecisa battaglia di Capo Finisterre l'ammiraglio Villeneuve entrò con le forze franco-spagnole a Cadice il 20 agosto, dove si trovò a subire il blocco navale inglese. Dopo varie indecisioni, dovute principalmente all'inefficienza della squadra navale, la flotta congiunta salpò per affrontare quella inglese il 21 ottobre 1805, venendo però disastrosamente sconfitta nella battaglia di Trafalgar.
La città riuscì a resistere e restare indipendente durante l'invasione francese da parte di Napoleone Bonaparte. Fu assediata dalle truppe francesi del maresciallo Perrin dal febbraio 1810 all'agosto 1812. La città assediata, ove si riunivano le Cortès, diede il suo nome alla prima costituzione spagnola, la Costituzione spagnola del 1812, soprannominata La Pepa. Quando la Spagna perse le sue colonie in America, nel XIX secolo, la ricchezza della città cominciò a declinare.
Il 31 agosto 1823, il forte del Trocadero, che difendeva il porto, fu conquistato dai corpi di spedizione francesi, comandati dal duca di Angoulême, inviato da suo zio paterno Luigi XVIII di Francia, per reinstaurare sul trono di Spagna il re Ferdinando VII.
L'antico palazzo del Trocadéro a Parigi fu costruito per commemorare questo fatto d'arme.
Durante la guerra civile spagnola, Cadice fu una base delle forze nazionaliste del generale Franco.

## Società

### Evoluzione demografica
Nel 1981 la popolazione raggiunse l'apice di 157 766 abitanti per poi iniziare a calare tanto che, secondo i più recenti dati ufficiali dell'INE, la popolazione è di 113 066 unità.
Si tratta dell'unica località della Baia di Cadice la cui popolazione è in diminuzione negli ultimi anni e tra il 1995 e il 2004 il numero degli abitanti è sceso di circa 20 000 persone, soprattutto per l'emigrazione dei giovani in cerca di lavoro verso altre regioni con economia più florida.

## Monumenti e attrazioni

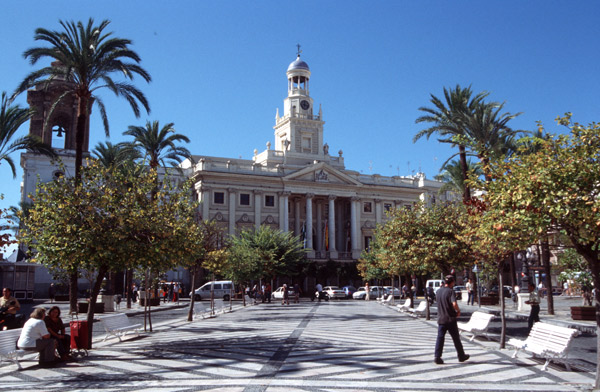
Il municipio

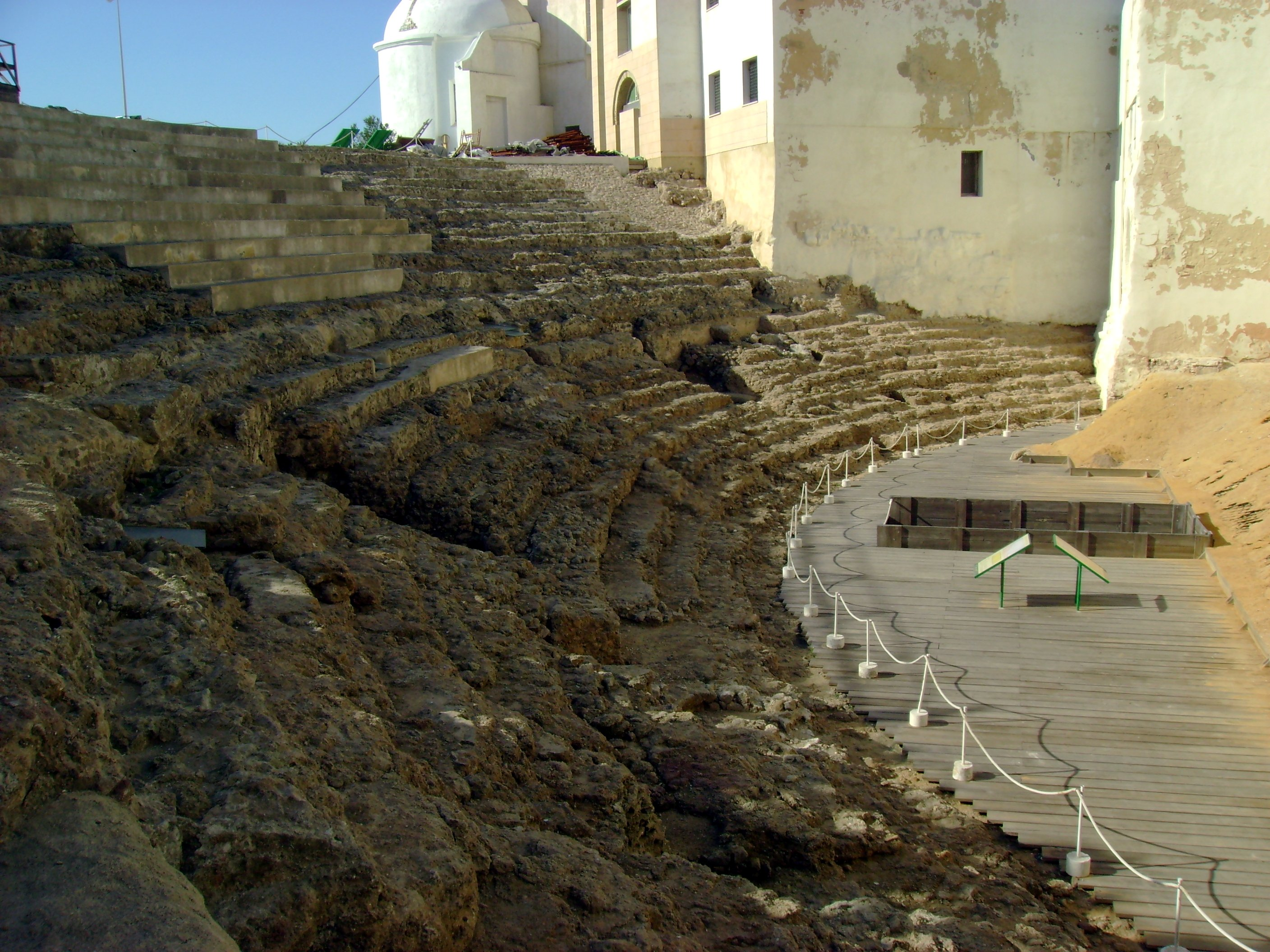
Teatro romano di Cadice

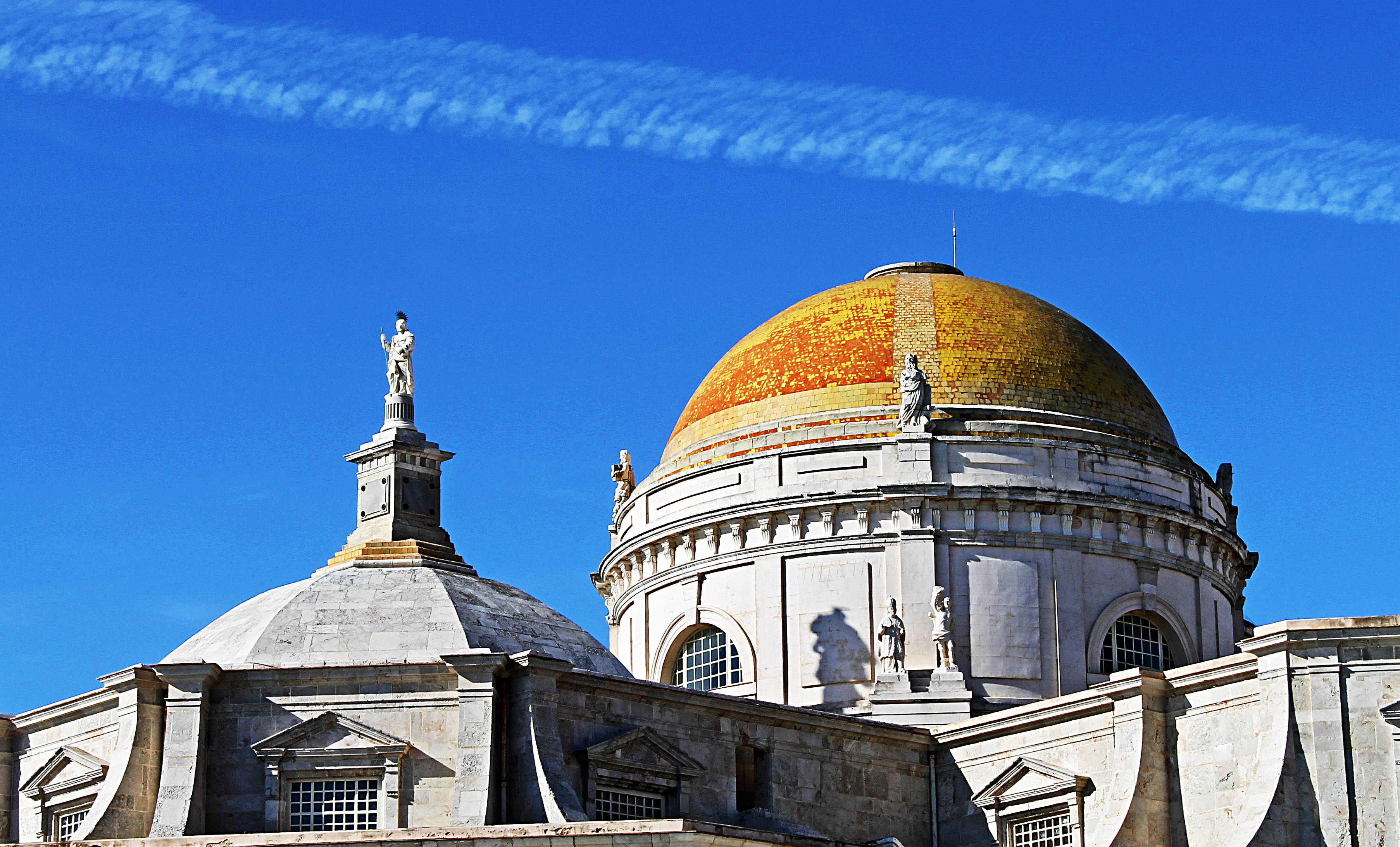
La cupola dorata della Cattedrale

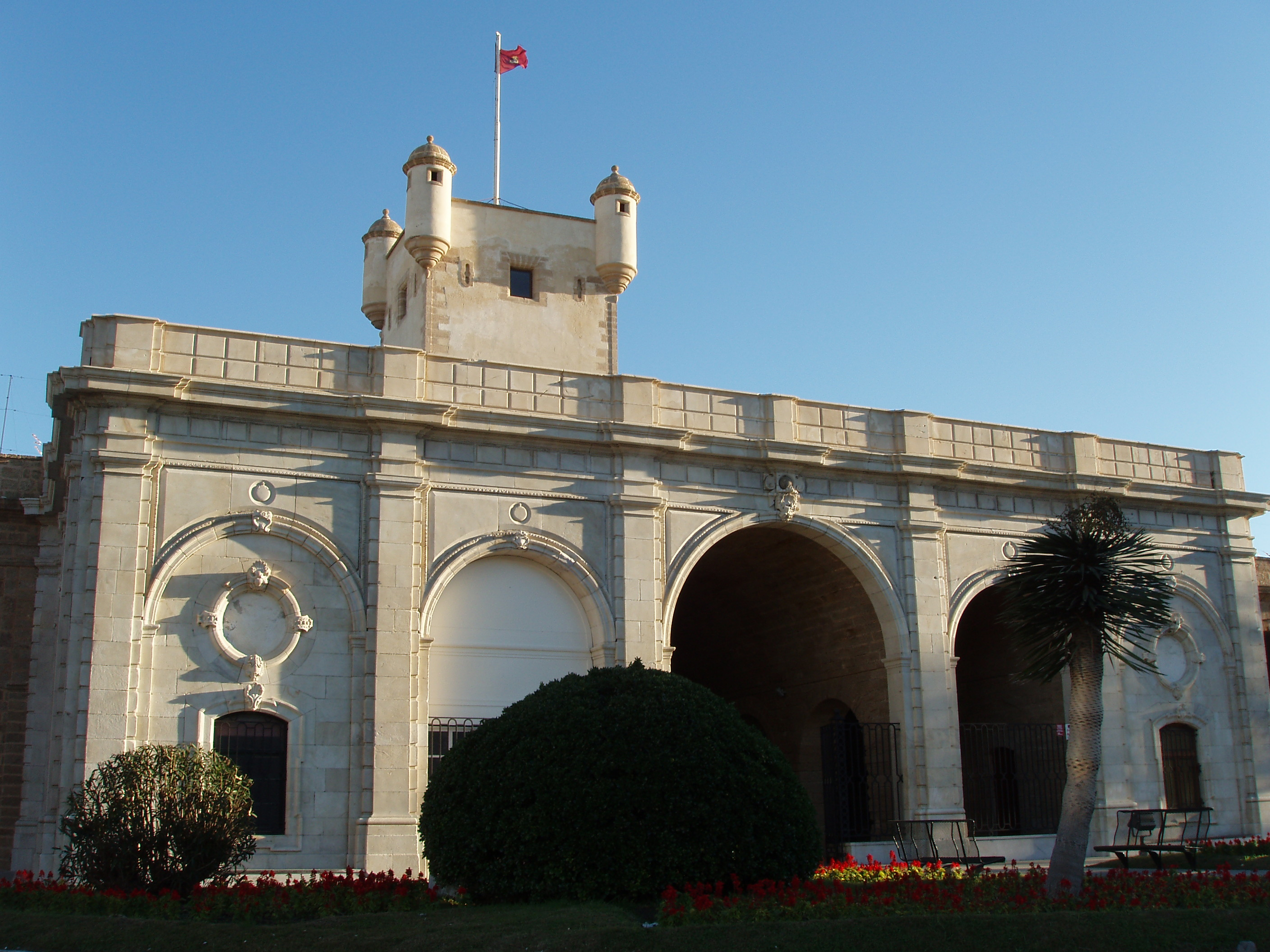
La Puerta de Tierra, una delle porte di entrata alla città antica

- La Cattedrale nuova in stile barocco fu costruita in un periodo di 116 anni e subì varie influenze architettoniche del tempo come il rococò e il neoclassico. Nella sua cappella sono ancora custoditi dipinti e reliquie, dopo che la cattedrale originale, finita nel 1260 (quindi durante la dominazione araba della dinastia degli Abbasidi), venne completamente distrutta nel 1596 per poi essere ricostruita a partire dal 1776 sotto la supervisione dello stesso architetto che aveva costruito quella di Granada. Anche la cattedrale nuova non fu però opera di un solo progettista dopo che l'architetto iniziatore, Vicente Arcero abbandonò i lavori.
- La cattedrale vecchia di Santa Croce risale al 1262-1263, per essere poi ricostruita in stile barocco e manierista nel XVIII secolo.
- Il Gran Teatro Falla costruito tra il 1884 e il 1905 sulle rovine del precedente Gran Teatro.
- Il palazzo municipale affacciato sulla piazza di San Juan Dios, è sede del comune di Cadice e venne costruito in due epoche diverse, la prima nel 1799, la seconda nel 1861.
- La Torre Tavira, caratteristica per la presenza di una specie di camera oscura dove i visitatori possono godere dei riflessi dei panorami della città vecchia.[4]
- Il teatro romano scoperto fortuitamente nel 1980 nel distretto El Pópulo, dopo un incendio che distrusse alcuni vecchi magazzini, rivelando uno strato di costruzioni che venne riconosciuto come le fondamenta di alcuni edifici medievali. Dopo alcuni scavi è stato scoperto l'antico teatro romano intatto per gran parte. Il teatro venne costruito da Lucio Cornelio Balbo (minore) durante il I secolo a.C. ed è il secondo più grande teatro romano al mondo dopo il teatro di Pompeo, con una cavea che ha un diametro di 120 metri.
- Il Puente de la Constitución de 1812, è conosciuto come il secondo ponte di Cadice o il nuovo accesso alla città attraverso la baia di Cadice, collegando la città con Puerto Real sulla terraferma.
- La Porta di Terra, un monumento architettonico edificato dall'architetto Torcuato Cayon nel XVIII secolo.
- Il Parco Genovese è il giardino pubblico più importante della città, realizzato nel XVIII secolo e conosciuto inizialmente come Paseo del Perejil. Nel corso degli anni ha subito delle rimodellazioni, delle quali la più importante venne compiuta da parte del giardiniere Gerónimo Genovés i Puig, dal quale ricevette il suo nome attuale, Parque Genovés.
- La Playa de la Caleta è la spiaggia più nota di Cadice e si trova tra i castelli di San Sebastian e di Santa Catalina. La sua lunghezza è di circa 400 m, questa spiaggia può ricordare in parte quella de L'Avana a Cuba.
- La Playa de la Victoria, è situata nella nuova parte di Cadice ed è la spiaggia più visitata dai turisti e dai cittadini di Cadice. La sua lunghezza è di circa 3 km, l'assenza di rocce la rende luogo ideale per le famiglie.
- La Playa de Santa María del Mar o Playita de las Mujeres è una piccola spiaggia di Cadice, situata tra La Playa de Victoria e La Playa de la Caleta. Offre delle splendide viste del vecchio distretto di Cadice.

## Cultura

### Istruzione
Vi ha sede l'Università di Cadice.

## Amministrazione

### Gemellaggi
Cadice è gemellata con:
- Baltimora
- Brest
- Buenos Aires
- Dakhla
- L'Avana
- Rochester
- Tangeri
- Ceuta
- Móstoles
- Huelva
- La Coruña
- Torrevieja
- Kōbe